# Thierry Meury
Thierry Meury, est un humoriste suisse, né le 21 janvier 1966 à Delémont.

## Biographie
Thierry Meury est le cadet d'une famille de six enfants. Il joue son premier one man show en 1989, à Genève et en 1998, il participe à la première revue de Genève, interdite avec Pierre Naftule.
Il écrit avec Laurent Flutsch des spectacles pour Yann Lambiel. Il a participé chaque dimanche à l'émission La Soupe de la Radio suisse romande depuis sa création en 2000 jusqu'à juin 2008. Après presque deux ans d'abstention, il annonça le 27 juin 2010 qu'il reprendrait sa collaboration avec la Soupe à la rentrée 2010. Il écrit dans Genève Home Informations.